# Trévenans
Trévenans is een gemeente in het Franse departement Territoire de Belfort (regio Bourgogne-Franche-Comté) en telt 1016 inwoners (2004). De plaats maakt deel uit van het arrondissement Belfort.

## Geografie
De oppervlakte van Trévenans bedraagt 6,0 km², de bevolkingsdichtheid is 169,3 inwoners per km².
De onderstaande kaart toont de ligging van Trévenans met de belangrijkste infrastructuur en aangrenzende gemeenten.

## Demografie
Onderstaande figuur toont het verloop van het inwonertal (bron: INSEE-tellingen).
Andelnans · Argiésans · Banvillars · Bermont · Botans · Bourogne · Buc · Charmois · Châtenois-les-Forges · Chèvremont · Dorans · Meroux-Moval · Trévenans · Sevenans · Urcerey · Vézelois
1. ↑  Populations de référence 2022.